# Metalectra ochrosema
Metalectra ochrosema là một loài bướm đêm trong họ Erebidae.